# Chinnapura, Kolar
Chinnapura là một làng thuộc tehsil Kolar, huyện Kolar, bang Karnataka, Ấn Độ.